# Bełchatów (gromada 1954–1956)
Bełchatów (od 29 lutego 1956 Dobrzelów) – dawna gromada w Polskiej Rzeczypospolitej Ludowej istniejąca w latach 1954–1956.
Gromady, z gromadzkimi radami narodowymi (GRN) jako organami władzy najniższego stopnia na wsi, funkcjonowały od reformy reorganizującej administrację wiejską przeprowadzonej jesienią 1954 do momentu ich zniesienia z dniem 1 stycznia 1973, tym samym wypierając organizację gminną w latach 1954–1972.
Gromadę Bełchatów siedzibą GRN w mieście Bełchatowie (nie wchodzącym w jej skład) utworzono w powiecie piotrkowskim w woj. łódzkim, na mocy uchwały nr 35/54 WRN w Łodzi z dnia 4 października 1954. W skład jednostki weszły obszary dotychczasowych gromad Dobrzelów, Helenów, Kałduny, Myszaki, Niedyszyna i Zawady ze zniesionej gminy Bełchatówek w tymże powiecie. Dla gromady ustalono 22 członków gromadzkiej rady narodowej.
1 stycznia 1956 gromada weszła w skład nowo utworzonego powiatu bełchatowskiego w tymże województwie.
29 lutego 1956 gromadę zniesiono w związku z przeniesieniem siedziby GRN z Bełchatowa do Dobrzelowa i zmianą nazwy jednostki na gromada Dobrzelów (w uchwale, obie gromady umieszczono – według zdezaktualizowanego już stanu – w powiecie piotrkowskim).
Uwaga: Gromada Bełchatów (o innym składzie) istniała w powiecie bełchatowskim także w latach 1961–72.